# Colunas anais
A luz do canal anal apresenta, na sua metade superior, várias dobras verticais, produzidas por uma invaginação da membrana mucosa e tecido muscular. Essas dobras são conhecidas como as colunas anais ou colunas retais (de Morgagni).